# Cal Raurell (Matadepera)
Cal Raurell és una obra de Matadepera (Vallès Occidental) protegida com a Bé Cultural d'Interès Local.

## Descripció
Conjunt format en origen per tres torres d'una mateixa família, envoltades d'un gran jardí. La torre objecte de protecció (carrer Pere Raurell, 6) és de grans dimensions i consta de semisoterrani i planta baixa. Del volum en destaca un cos de planta semicircular que estava destinat a oratori, sobre la coberta hi ha un campanar d'espadanya. Domina l'edifici una torre mirador amb un penell. És un element a destacar la tanca, mur de contenció que envolta el conjunt amb les portalades per persones i vehicles protegides per un voladís cobert amb teules. Tota la tanca té un sòcol de pedra que emmarca les entrades i es transforma en un gran mur, rematat a la part superior amb una barana calada feta de maons on sobresurt un balcó pèrgola. A la cantonada hi ha dos grans xiprers.

## Història
La primera de les torres va ser construïda l'any 1949 i la segona l'any 1950, després la família va comprar un solar annex amb el corresponent vial i l'any 1952 va fer construir la tercera torre. Totes elles varen ser aixecades pel paleta de Matadepera, Josep Duesaigües, els plànols són de l'arquitecte municipal Joan Vila Juanico. La torre de 1949 consta de planta semisoterrània i planta baixa. Del volum del conjunt en destaca un campanar d'espadanya que correspon a l'oratori, sota l'advocació de la Mare de Déu dels Desemparats. Al llarg dels anys s'han fet diverses reformes a l'interior dels habitatge, s'han construït annexes per ampliar-lo. Actualment cada una de les torres pertany a un propietari diferent i els respectius jardins no es comuniquen entre ells.